# Przylepnica
Przylepnica – rzeka, prawy dopływ Mławki o długości 21,78 km. 
Mija miejscowości: Szronka, Nowa Wieś, Sarnowo, Chojnowo, Kuczbork-Osada, Nidzgora. Następnie przyjmuje swoje dwa dopływy, prawy o nazwie Miłotka i  lewy o nazwie Kozak, po czym w miejscowości Przychód wpada do Mławki.